# Bassetki

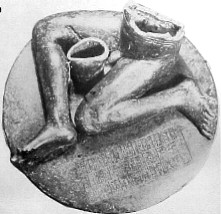
Estàtua de Bassetki amb inscripcions (c. 2250 ae)

Bassetki és un petit poble d'Iraq, en la governació de Dohuk del Kurdistan autònom iraquià. Es troba al nord de l'antiga Mesopotàmia, i és famós perquè hi han aparegut importants troballes arqueològiques.

## En arqueologia
El 1975, s'hi va descobrir un fragment de la base d'una estàtua de coure de Naram-Sin d'Accàdia, coneguda com a Estàtua de Bassetki, que va ser robada del Museu Nacional de l'Iraq al 2003, durant la Guerra de l'Iraq; després, però, va ser recuperada.
A l'agost-octubre del 2016, uns arqueòlegs de l'Institut d'Estudis d'Orient Pròxim de la Universitat de Tübingen, amb Hasan Qasim de la Direcció d'Antiguitats de Dohuk feren excavacions arqueològiques a Bassetki, i hi descobriren una gran ciutat de l'edat del bronze del c. 3000 abans de la nostra era, que va florir durant més de 1.200 anys. Des del 2700 ae la ciutat tenia estava emmurallada. S'han trobat nivells del període de l'Imperi accadi (2340-2200 ae), considerat el primer imperi de la humanitat.
Hi han aparegut grans estructures pètries erigides al c. 1800 ae, i fragments de tauletes d'argila amb escriptura cuneïforme assíries del c. 1300 ae. També s'hi han trobat indicacions d'una extensa xarxa de carreteres, zones residencials i una mena d'edifici palatí de l'edat del bronze.
Al 2017, els arqueòlegs de la Universitat de Tübingen hi descobriren una col·lecció de 92 tauletes cuneïformes assíries de fa 3.200 anys dins un atuell d'argila, que han revelat la seua ubicació en l'antiga ciutat reial perduda de Mardaman. La ciutat, per la seua posició estratègica en les rutes comercials entre Mesopotàmia, Anatòlia i Síria, va tenir importància, i els primers esments en provenen del regnat de Naram-Sin, quan el seu governant s'uní a la "Gran Revolta" contra el rei accadi. Aquestes tauletes daten del c. 1250 ae, quan l'àrea formava part de l'Imperi Assiri Mitjà.